# IC 2810
IC 2810 (również PGC 35142 lub UGC 6436) – galaktyka spiralna z poprzeczką znajdująca się w konstelacji Lwa. Odkrył ją Max Wolf 27 marca 1906 roku. Jest oddalona o około 450 milionów lat świetlnych od Ziemi. Jest to galaktyka z aktywnym jądrem.
IC 2810 jest lekko zniekształcona przez grawitacyjne oddziaływanie mniejszej galaktyki towarzyszącej, zwanej czasem IC 2810B, widocznej w dolnej części obrazu. Możliwe, że obie galaktyki ostatecznie zderzą się ze sobą w przyszłości.